# 몬스터 헌터 크로스
몬스터 헌터 크로스(ンスターハンタークロス, Monster Hunter X) 또는 영어권 출시명 몬스터 헌터 제네레이션스(Monster Hunter Generations)는 캡콤이 닌텐도 3DS용으로 개발, 발매한 액션 롤플레잉 게임이다. 2015년 5월에 발표된 이 게임은 2015년 11월 일본에서 '몬스터 헌터 크로스'로 출시되었고 2016년 7월에 전 세계적으로 출시되었다. 몬스터 헌터 시리즈의 다른 타이틀과 마찬가지로 플레이어는 솔로 또는 멀티플레이어에서 크고 위험한 생물을 사냥하는 퀘스트를 수행한다. 이번 버전의 주요 추가 사항에는 특수 공격, 새로운 전투 스타일, 전통적으로 플레이어의 동반자로만 등장했던 펠린스(Felynes)로 플레이할 수 있는 기능이 포함된다. 몬스터 헌터 크로스는 몬스터 헌터 포터블 3rd에 이어 시리즈의 네 번째 주요 휴대용 타이틀로 간주된다. 몬스터 헌터 더블크로스(Monster Hunter XX)라는 게임의 확장 버전이 2016년 10월에 발표되었으며 2017년 3월 일본에서만 독점 출시되었다. '몬스터 헌터 크로스 얼티미트'라는 제목의 닌텐도 스위치용 확장 재출시 HD 포팅판은 2017년 8월 일본에서 출시되었고, 2018년 8월 전 세계에 출시되었다. 이 게임은 2020년 9월 기준 전 세계적으로 800만 개 이상 판매되었다.

## 평가
| 평가 |                        |
| --- | ---------------------- |
| 통합 점수 통합사 점수 메타크리틱 3DS: 85/100 [ 1 ] NS: 80/100 [ 2 ] 평론 점수 평론사 점수 게임 인포머 8.75/10 [ 3 ] 게임스팟 8/10 [ 4 ] IGN 8.0/10 [ 5 ] 폴리곤 8.5/10 [ 6 ] US게이머 [ 7 ] |                        |
| 통합 점수 |                        |
| 통합사 | 점수                   |
| 메타크리틱 | 3DS: 85/100 NS: 80/100 |
| 평론 점수 |                        |
| 평론사 | 점수                   |
| 게임 인포머 | 8.75/10                |
| 게임스팟 | 8/10                   |
| IGN | 8.0/10                 |
| 폴리곤 | 8.5/10                 |
| US게이머 | [ 7 ]                  |